# NHL Awards 2008
Die NHL Awards 2008 sind Eishockey-Ehrungen und wurden am 12. Juni 2008 im Elgin Theatre in Toronto verliehen.
Die Nominierungen für die Vezina Trophy, James Norris Memorial Trophy, Calder Memorial Trophy, Lady Byng Memorial Trophy und Frank J. Selke Trophy wurden in der Woche vom 21. bis zum 25. April 2008 bekannt gegeben. Am 29. April folgte die Bekanntgabe der Nominierten für die Hart Memorial Trophy für den wertvollsten Spieler (MVP) der regulären Saison.
Bei der Verleihung am 12. Juni 2008 war der russische Stürmer Alexander Owetschkin von den Washington Capitals der große Gewinner, als er als erster Spieler der NHL-Geschichte die Trophäen als wertvollster Spieler, bester Spieler, bester Scorer und bester Torschütze für seine Leistungen innerhalb einer Saison erhielt. Zudem wurde Washingtons Trainer Bruce Boudreau als bester Trainer der Liga geehrt.
Zusammen mit Washington waren die Detroit Red Wings die erfolgreichste Mannschaft, die ebenfalls fünf Trophäen erhielten. Nicklas Lidström erhielt bereits zum sechsten Mal die Auszeichnung als bester Verteidiger, während Pawel Dazjuk als erster Spieler seit Frank Boucher in den Jahren von 1933 bis 1935 die Trophäe für den fairsten Spieler zum dritten Mal in Folge verliehen bekam. Zudem wurde er als bester Defensivstürmer ausgezeichnet und erhielt den Preis für die beste Plus/Minus-Statistik. Detroits Torhüter Dominik Hašek und Chris Osgood durften die Trophäe für die wenigsten Gegentore entgegennehmen.
Zum besten Torhüter wurde Martin Brodeur bereits zum vierten Mal innerhalb von fünf Spielzeiten ernannt, während mit Patrick Kane erstmals seit 2004 wieder ein nordamerikanischer Spieler als bester Jungprofi geehrt wurde.

## Preisträger
Hart Memorial Trophy
Wird verliehen an den wertvollsten Spieler (MVP) der Saison durch die Professional Hockey Writers' Association
- Alexander Owetschkin (LW) – Washington Capitals

- Außerdem nominiert:
- Jarome Iginla (RW) – Calgary Flames
- Jewgeni Malkin (C) – Pittsburgh Penguins

Lester B. Pearson Award
Wird verliehen an den herausragenden Spieler der Saison durch die Spielergewerkschaft NHLPA
- Alexander Owetschkin (LW) – Washington Capitals

- Außerdem nominiert:
- Jarome Iginla (RW) – Calgary Flames
- Jewgeni Malkin (C) – Pittsburgh Penguins

Vezina Trophy
Wird an den herausragenden Torhüter der Saison durch die Generalmanager der Teams verliehen
- Martin Brodeur – New Jersey Devils

Außerdem nominiert:
- Henrik Lundqvist – New York Rangers
- Jewgeni Nabokow – San Jose Sharks

James Norris Memorial Trophy
Wird durch die Professional Hockey Writers' Association an den Verteidiger verliehen, der in der Saison auf dieser Position die größten Allround-Fähigkeiten zeigte
- Nicklas Lidström – Detroit Red Wings

Außerdem nominiert:
- Zdeno Chára – Boston Bruins
- Dion Phaneuf – Calgary Flames

Frank J. Selke Trophy
Wird an den Angreifer mit den besten Defensivqualitäten durch die Professional Hockey Writers' Association verliehen
- Pawel Dazjuk – Detroit Red Wings

Außerdem nominiert:
- John Madden – New Jersey Devils
- Henrik Zetterberg – Detroit Red Wings

Calder Memorial Trophy
Wird durch die Professional Hockey Writers' Association an den Spieler verliehen, der in seinem ersten Jahr als der Fähigste gilt
- Patrick Kane (RW) – Chicago Blackhawks

Außerdem nominiert:
- Nicklas Bäckström (C) – Washington Capitals
- Jonathan Toews (C) – Chicago Blackhawks

Lady Byng Memorial Trophy
Wird durch die Professional Hockey Writers' Association an den Spieler verliehen, der durch einen hohen sportlichen Standard und faires Verhalten herausragte
- Pawel Dazjuk (C) – Detroit Red Wings

Außerdem nominiert:
- Jason Pominville (RW) – Buffalo Sabres
- Martin St. Louis (RW) – Tampa Bay Lightning

Jack Adams Award
Wird durch die NHL Broadcasters' Association an den Trainer verliehen, der am meisten zum Erfolg seines Teams beitrug
- Bruce Boudreau – Washington Capitals

Außerdem nominiert:
- Mike Babcock – Detroit Red Wings
- Guy Carbonneau – Montréal Canadiens

Bill Masterton Memorial Trophy
Wird durch die Professional Hockey Writers' Association an den Spieler verliehen, der Ausdauer, Hingabe und Fairness in und um das Eishockey zeigte
- Jason Blake – Toronto Maple Leafs

Außerdem nominiert:
- Chris Chelios – Detroit Red Wings
- Fernando Pisani – Edmonton Oilers

Jede Mannschaft konnte einen Spieler für die Bill Masterton Memorial Trophy vorschlagen, wobei die New York Rangers darauf verzichteten. Die Professional Hockey Writers' Association wählte aus den 29 Spielern die drei Nominierten aus

King Clancy Memorial Trophy
Wird an den Spieler vergeben, der durch Führungsqualitäten, sowohl auf als auch abseits des Eises und durch soziales Engagement herausragte
- Vincent Lecavalier – Tampa Bay Lightning

Conn Smythe Trophy
Wird an den wertvollsten Spieler (MVP) der Play Offs verliehen
- Henrik Zetterberg (LW) – Detroit Red Wings

NHL Lifetime Achievement Award
Wird an Persönlichkeiten aus der National Hockey League für ihre Verdienste verliehen
- Gordie Howe

### Weitere Trophäen
Art Ross Trophy
Wird an den besten Scorer der Saison verliehen
- Alexander Owetschkin – Washington Capitals 112 Punkte (65 Tore, 47 Vorlagen)

Maurice 'Rocket' Richard Trophy
Wird an den besten Torschützen der Liga vergeben
- Alexander Owetschkin – Washington Capitals 65 Tore

William M. Jennings Trophy
Wird an den/die Torhüter mit mindestens 25 Einsätzen verliehen, dessen/deren Team die wenigsten Gegentore in der Saison kassiert hat
- Chris Osgood 84 Gegentore in 43 Spielen (Gegentordurchschnitt: 2.09) und
Dominik Hašek – Detroit Red Wings 84 Gegentore in 41 Spielen (Gegentordurchschnitt: 2.14)

Roger Crozier Saving Grace Award
Wird an den Torhüter mit mindestens 25 Einsätzen verliehen, der die beste Fangquote während der Saison hat
- Dan Ellis – Nashville Predators Fangquote: 92,4 %

NHL Plus/Minus Award
Wird an den Spieler verliehen, der während der Saison die beste Plus/Minus-Statistik hat
- Pawel Dazjuk – Detroit Red Wings +41

Mark Messier Leader of the Year Award
Wird an den Spieler verliehen, der sich während der Saison durch besondere Führungsqualitäten ausgezeichnet hat
- Mats Sundin – Toronto Maple Leafs

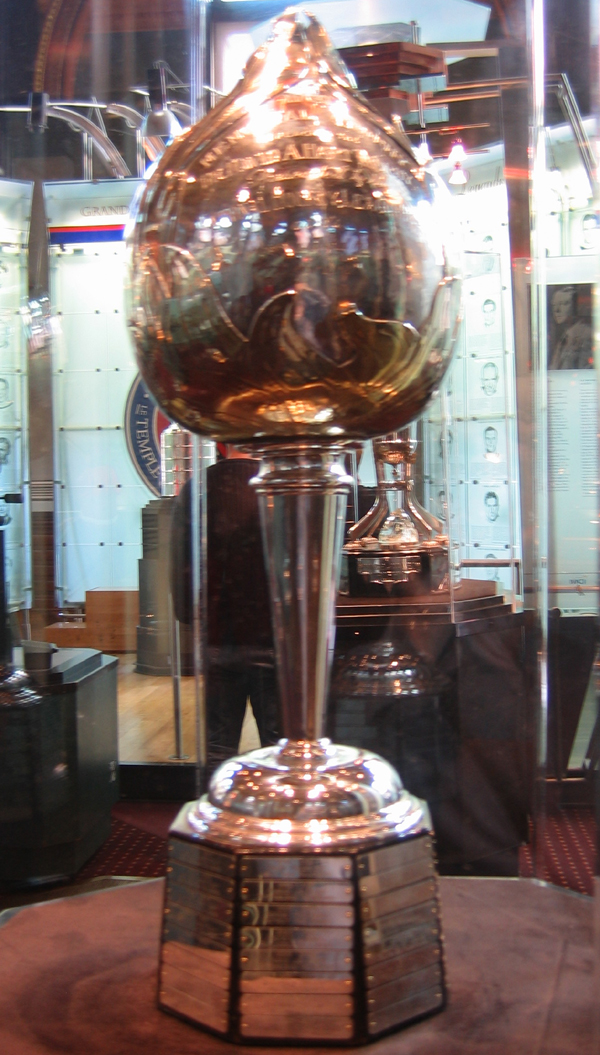
Hart Memorial Trophy
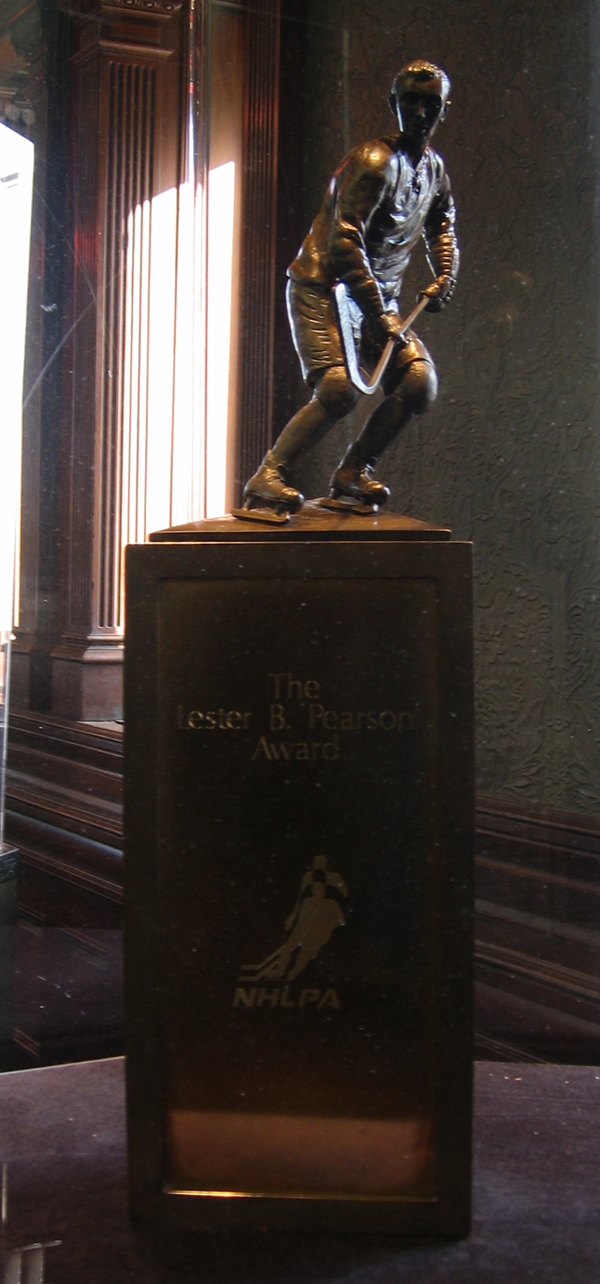
Lester B. Pearson Award
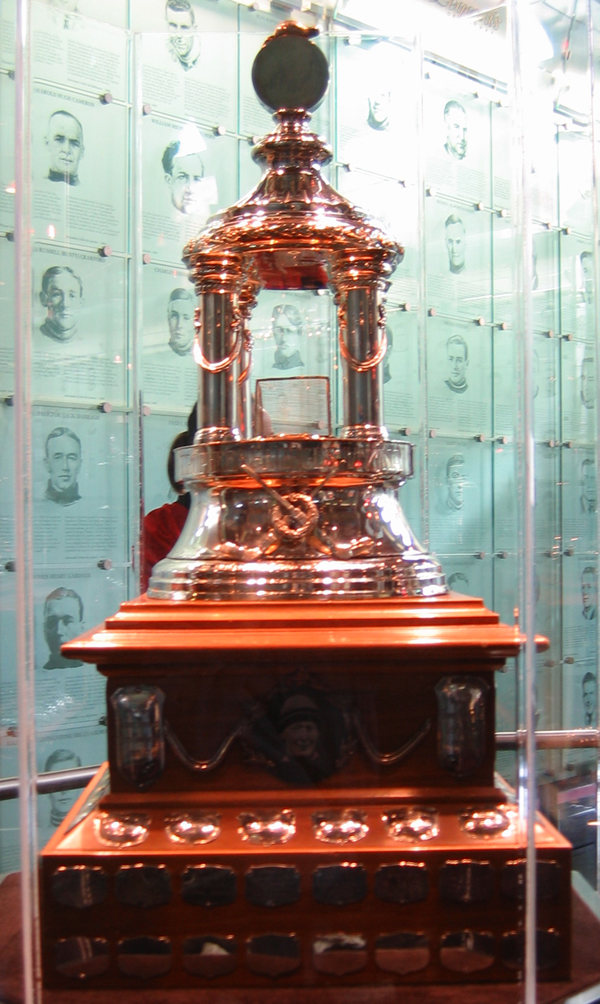
Vezina Trophy
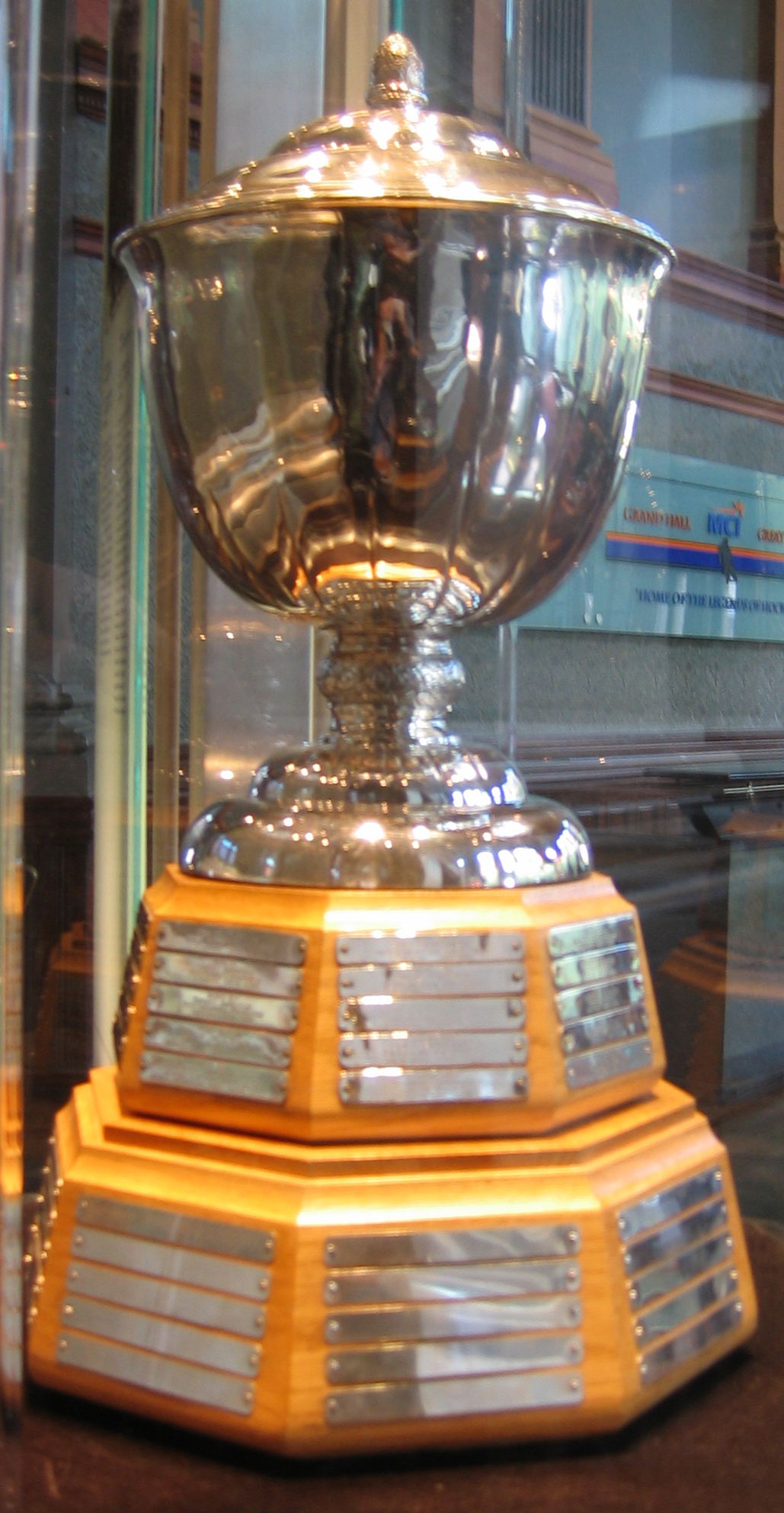
James Norris Memorial Trophy
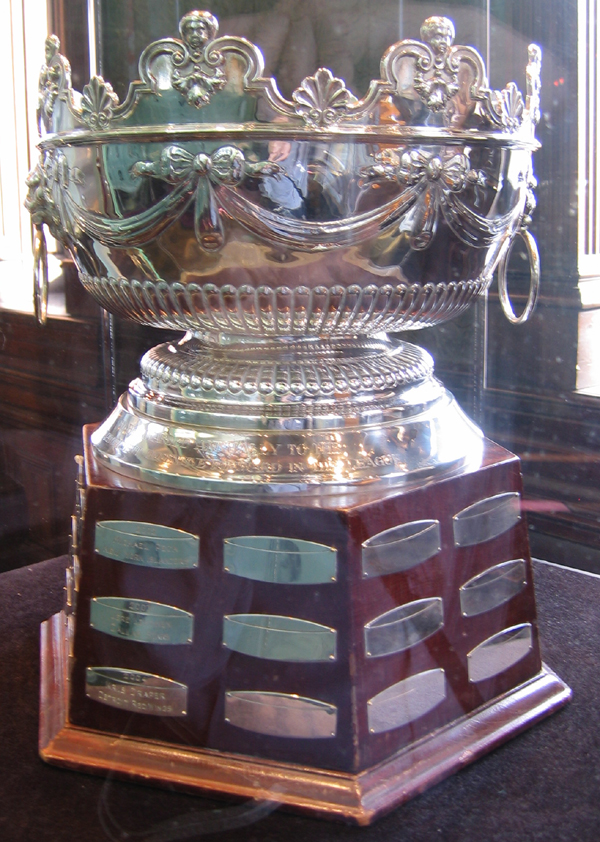
Frank J. Selke Trophy
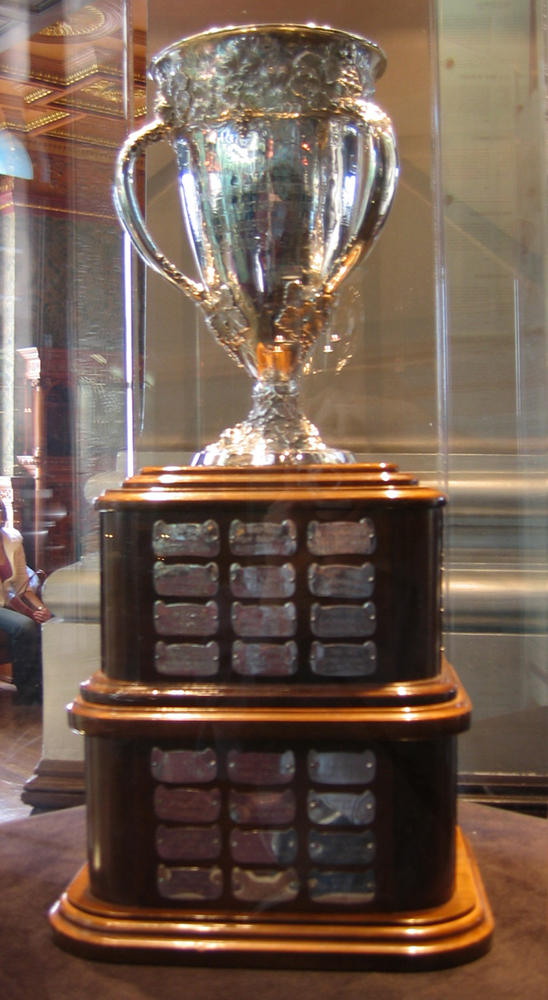
Calder Memorial Trophy
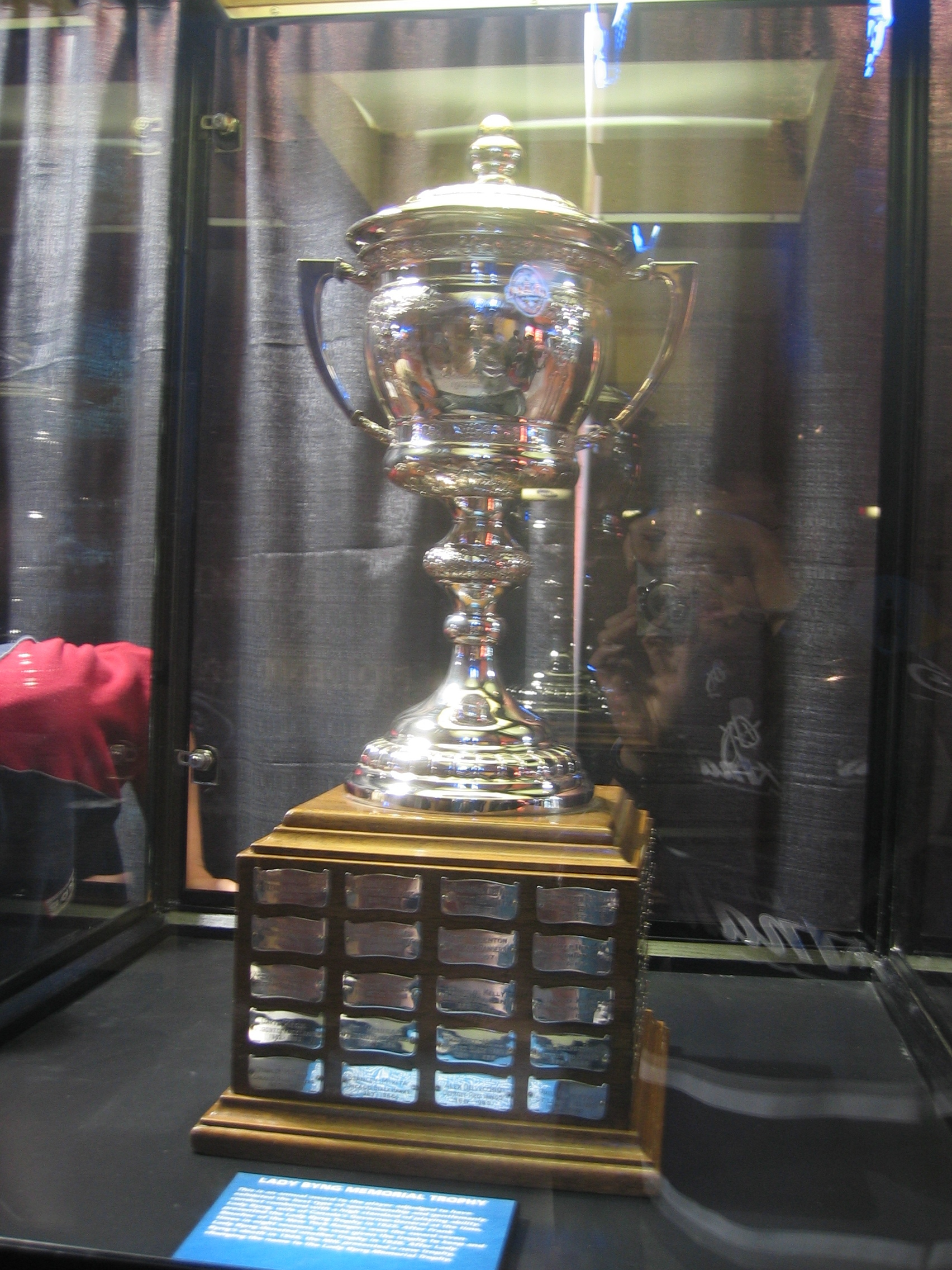
Lady Byng Memorial Trophy
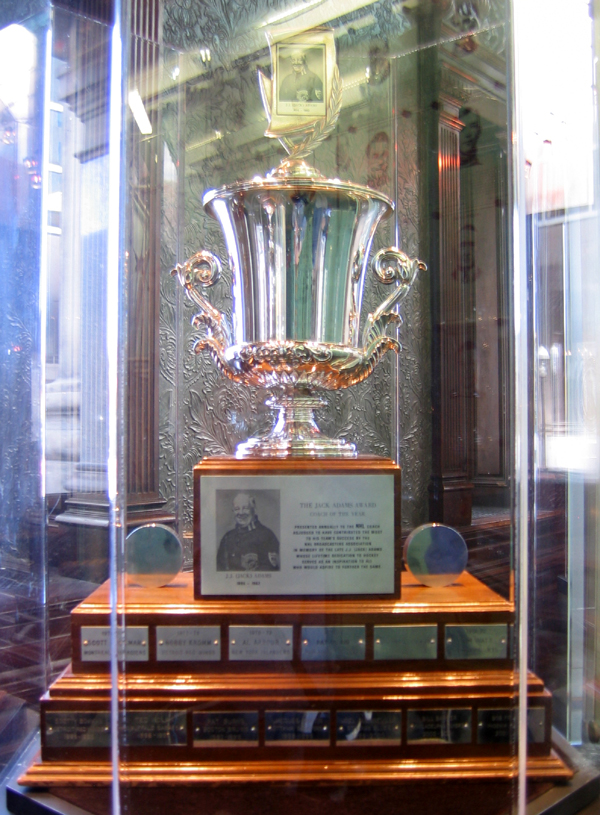
Jack Adams Award
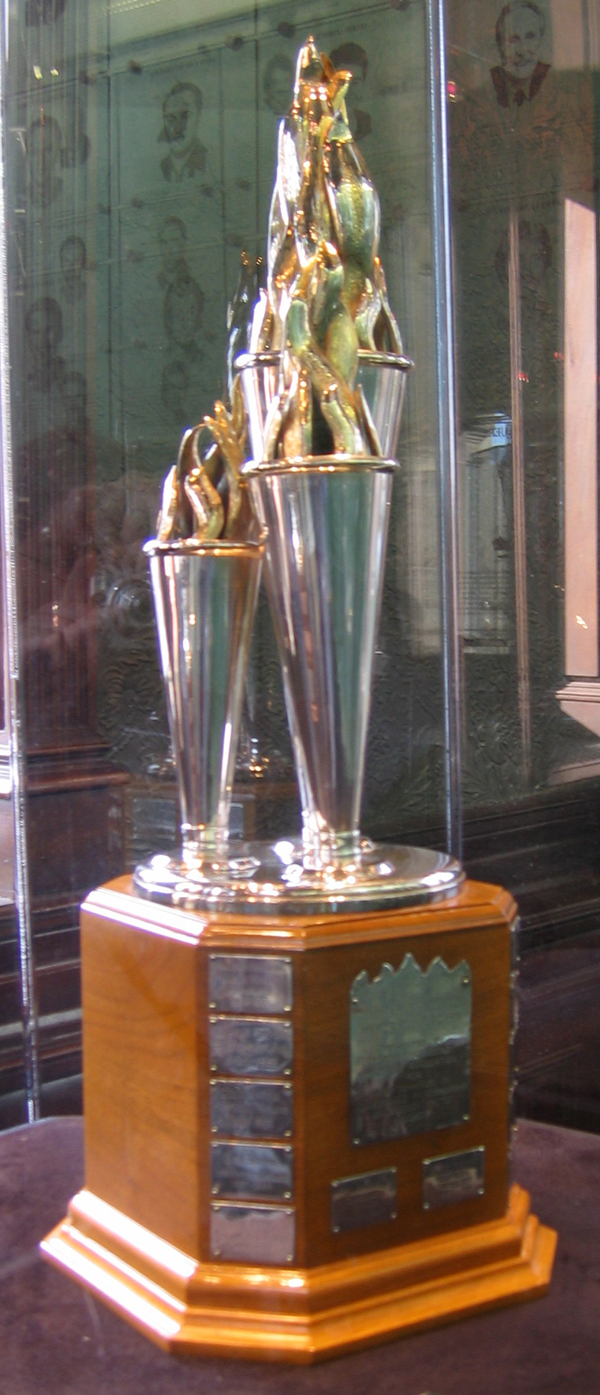
Bill Masterton Memorial Trophy
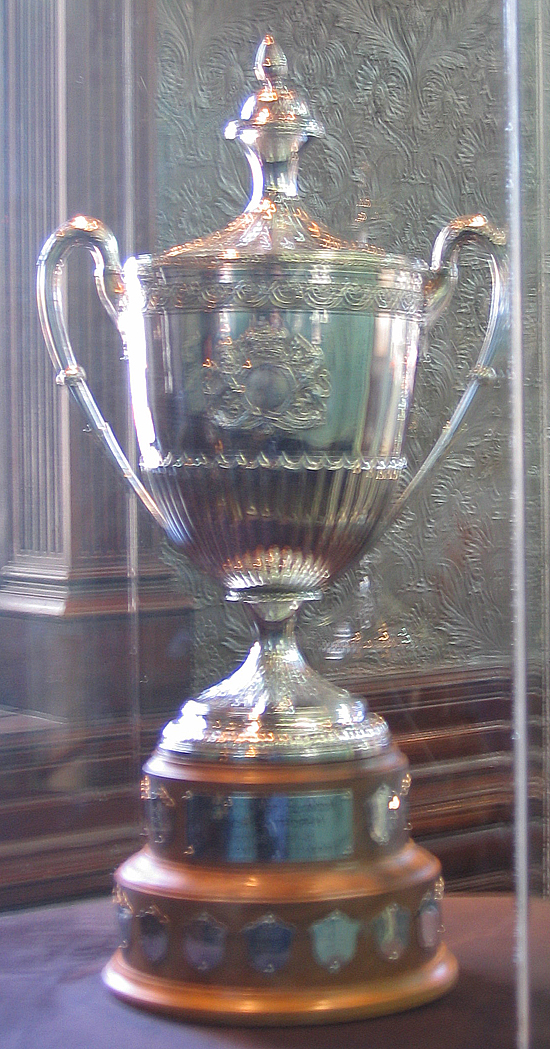
King Clancy Memorial Trophy
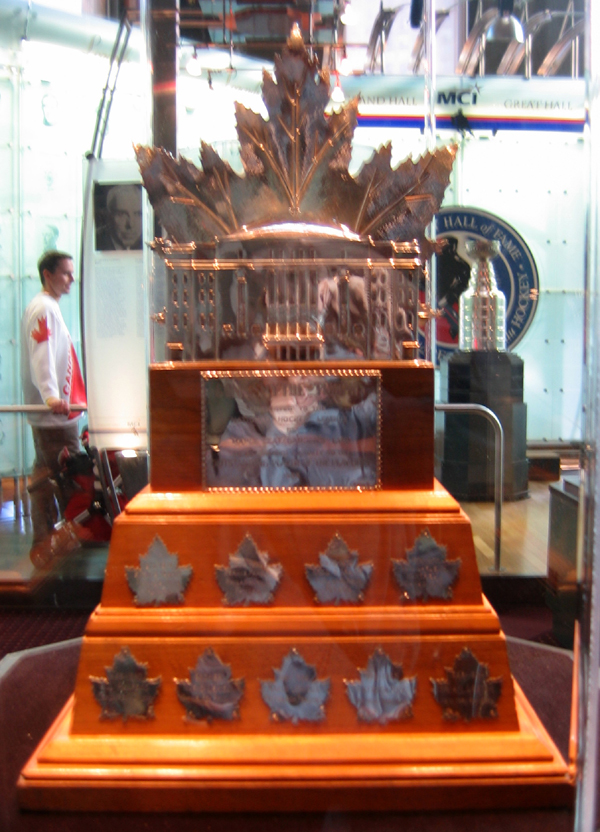
Conn Smythe Trophy
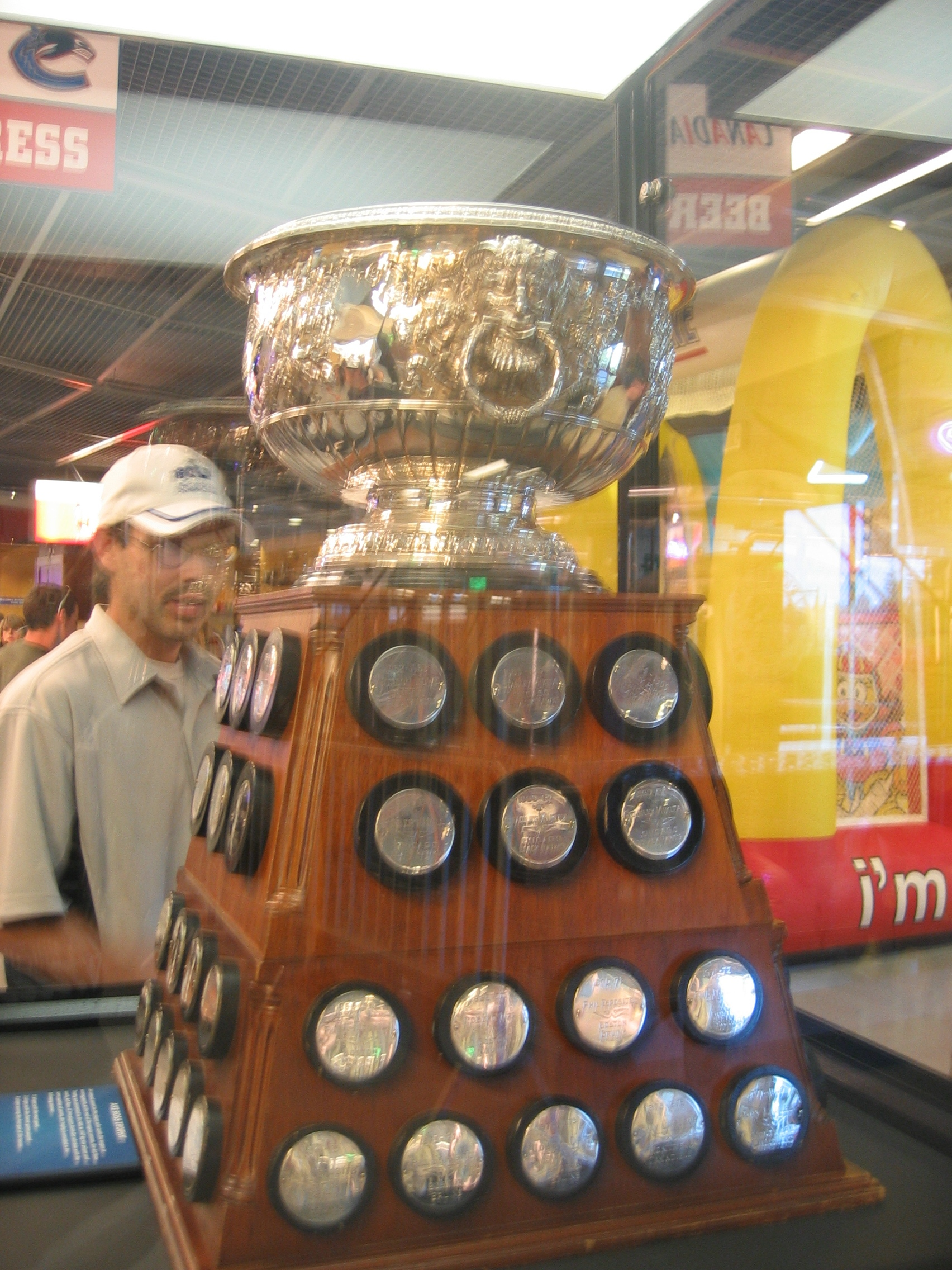
Art Ross Trophy
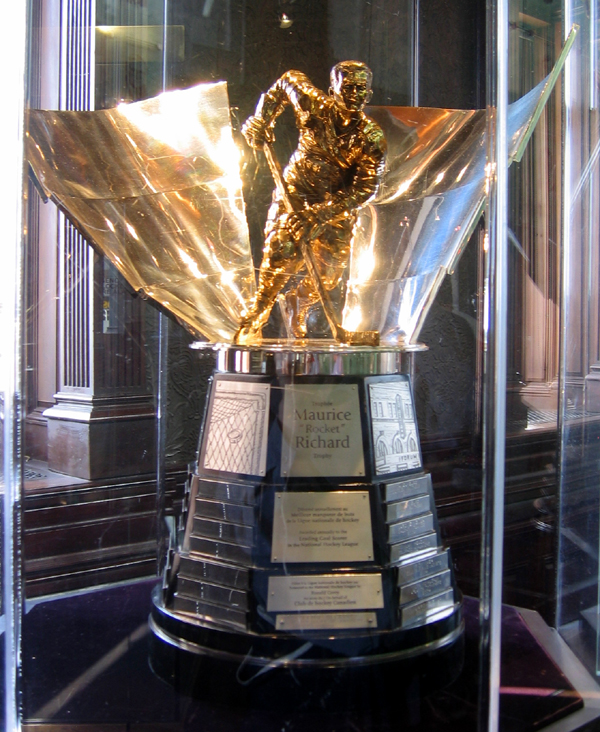
Maurice 'Rocket' Richard Trophy
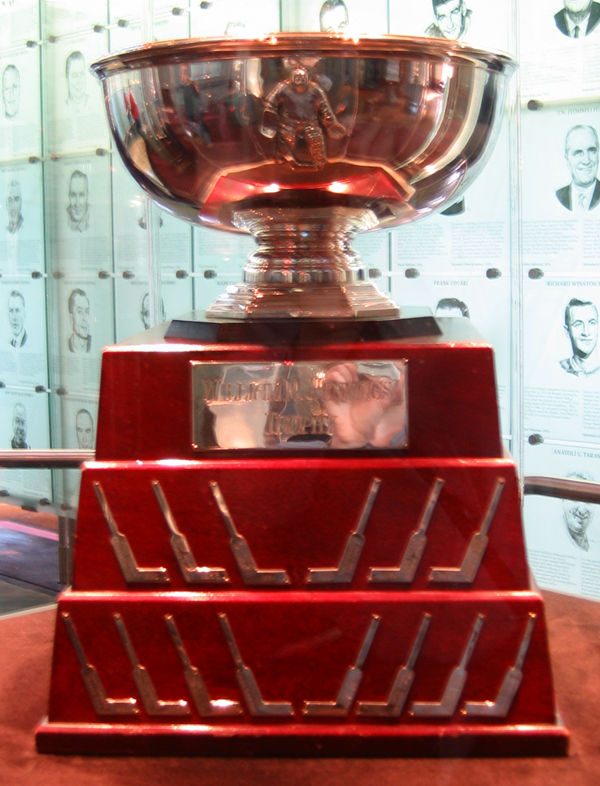
William M. Jennings Trophy